# Участковый уполномоченный полиции
Участко́вый уполномо́ченный поли́ции — должностное лицо полиции Российской Федерации,  осуществляющее служебную деятельность, которая направлена на защиту прав граждан, проживающих на соответствующем административно-территориальном участке, а также граждан, пострадавших от преступных посягательств на указанной территории.
Должности участковых уполномоченных полиции являются должностями среднего начальствующего состава и старшего начальствующего состава (старшие участковые уполномоченные полиции) органов внутренних дел. Также предусматривается должность младшего начальствующего состава органов внутренних дел — «помощник участкового уполномоченного полиции», но в большинстве территориальных органов внутренних дел такие должности по штату отсутствуют.

## Названия должности в разные годы
Ранее в МВД Российской империи сходные должностные функции исполнял околоточный надзиратель.
17 ноября 1923 года Народным комиссариатом внутренних дел РСФСР была утверждена «Инструкция участковому надзирателю». Этот нормативный акт положил начало формированию института участковых уполномоченных в советской милиции. С 1930 года согласно приказу НКВД РСФСР №109 участковых надзирателей городской милиции и сельских милиционеров райадмотделений, осуществлявших работу на участках, стали называть участковыми инспекторами милиции. В конце 1939 года они стали именоваться участковыми уполномоченными милиции, а в 1970 году вновь вернулось название «участковый инспектор милиции».
В соответствии с Федеральным законом от 29 декабря 2000 года № 163-ФЗ «О внесении изменений в статьи 30 и 36 Закона Российской Федерации „О милиции“» должность участкового инспектора милиции была переименована в должность «участкового уполномоченного милиции». Прежнее название сохранилось в Белоруссии и некоторых других постсоветских странах.
С вступлением в силу Федерального закона от 7 февраля 2011 года № 3-ФЗ «О полиции», должность вновь изменила своё название и стала именоваться «участковый уполномоченный полиции». В официальных документах принято сокращённое наименование должности — УУП (ранее — УУМ, УИМ)
.
На 2023 год в России было более 48 тысяч участковых уполномоченных полиции.

## Полномочия участкового уполномоченного полиции
Полномочия участкового уполномоченного полиции закреплены в приказе министра внутренних дел Российской Федерации № 205 от 29 марта 2019 года «О несении службы участковым уполномоченным полиции на обслуживаемом административном участке и организации этой деятельности».
Участковый уполномоченный полиции наделён широкими полномочиями (перечень полномочий содержит около 90 пунктов) практически во всех направлениях деятельности органов внутренних дел. Также участковые уполномоченные полиции являются дознавателями в уголовном процессе, но на практике предварительным расследованием преступлений занимаются соответствующие подразделения, а участковые уполномоченные полиции участвуют в уголовном процессе лишь на стадии возбуждения уголовного дела.
Отдельные полномочия участковых уполномоченных полиции по назначению административных наказаний закреплены в Кодексе Российской Федерации об административных правонарушениях (КоАП РФ).

## Организация деятельности участковых уполномоченных полиции
По требованию пункта 9.1 статьи 16 Федерального Закона от 06.10.2003 N 131-ФЗ «Об общих принципах организации местного самоуправления в РФ» — на органы местного самоуправления возлагается обязанность предоставления помещения в безвозмездное пользование для работы участкового.
Основные положения, регулирующие организацию деятельности участковых уполномоченных полиции, закреплены в приказе МВД России от 29 марта 2019 г. № 205 “О несении службы участковым уполномоченным полиции на обслуживаемом административном участке и организации этой деятельности”
Участковые уполномоченные проходят службу в отделах (группах, отделениях, управлениях) обеспечения деятельности участковых уполномоченных полиции (ООДУУП), где предусмотрены должности:
- помощник участкового уполномоченного полиции,
- участковый уполномоченный полиции,
- старший участковый уполномоченный полиции,
- заместитель начальника отделения обеспечения деятельности участковых уполномоченных полиции,
- начальник отделения обеспечения деятельности участковых уполномоченных полиции.

Территория обслуживания органа внутренних дел делится на административные участки, каждый из которых имеет свой номер и закреплён за участковым уполномоченным полиции. За участковым уполномоченным полиции приказом начальника территориального органа МВД России на срок не менее одного года закрепляется административный участок: в городах — исходя из численности проживающего населения и граждан, состоящих на профилактическом учёте, в сельской местности — в границах одного или нескольких объединённых общей территорией сельских населённых пунктов, на территории закрытого административно-территориального образования — в границах контролируемой зоны, в соответствии с установленными нормативами их штатной численности.
Административные участки объединены в административные зоны, обычно по 3-5 участков в одной зоне. За деятельность участковых уполномоченных полиции конкретной административной зоны отвечает старший участковый уполномоченный полиции. Старший участковый уполномоченный координирует деятельность подчинённых сотрудников, обучает недавно поступивших на службу и в случае открытия вакансии, выхода в отпуск или на больничный участкового уполномоченного полиции, исполняет его обязанности.
Служебная деятельность участкового уполномоченного полиции крайне разнообразна по своему содержанию. Вместе с тем, основные показатели работы обычно сводятся к конкретной цифре, отражающей количество составленных протоколов, раскрытых преступлений и прочее. Система отчётности в органах внутренних дел подвергается постоянной критике ввиду её явного противоречия принципам организации деятельности органов внутренних дел в целом и полиции, в частности. Основным смыслом показателей работы органов внутренних дел в настоящее время является соотношение полученных результатов с аналогичным периодом прошлого года (АППГ, система АППГ+1, иногда неофициально называется палочной системой). То есть сотрудник, подразделение, представившее цифру ниже, чем за АППГ, получает неудовлетворительную оценку деятельности, а представившее цифру выше — удовлетворительную. В связи с этим работа ведётся исключительно для получения требуемой цифры, что существенно снижает эффективность выполнения полицией возложенных на неё задач.
В сельской местности участковый зачастую является единственным представителем власти на обширной территории.
Основными направлениями деятельности участкового уполномоченного полиции являются:
- административная практика — составление протоколов об административном правонарушении;
- выявление и раскрытие преступлений по линии ООП, — это преступления небольшой и средней тяжести, среди которых преступления, предусмотренные ст. 115 (умышленное причинение лёгкого вреда здоровью), 116 (побои), 112 (причинение средней тяжести вреда здоровью) 118 (причинение тяжкого вреда здоровью по неосторожности), 119 (угроза убийством или причинением тяжкого вреда здоровью), 158 (кража), 159 (мошенничество), 167 (умышленное повреждение чужого имущества) УК РФ и др.;
- рассмотрение сообщений о преступлениях в порядке ст. 144 — 145 УПК РФ, а также иных обращений граждан, зарегистрированных в книгу учёта сообщений о преступлениях и происшествиях;
- раскрытие тяжких и особо тяжких преступлений против жизни и здоровья на обслуживаемом участке, для поддержания общественного порядка при массовом скоплении граждан, а также для выполнения иных задач;
- оформление документов по каждому случаю смерти человека на территории своего участка вне лечебного учреждения. Процедура вызова участкового и осмотра им тела обязательна при каждой смерти на дому.
- работа по линии ГАИ ГИБДД, оформление ДТП а также выявление административных правонарушений по данной линии, как обычно это  практикуется в Республике Татарстан.

На настоящий момент сложилась такая практика, что участковым уполномоченным полиции поручают выполнение различного рода задач, не всегда напрямую связанных с их служебными обязанностями (а иногда и не связанными задачами: например, розыск призывников для военкомата, работа с судебными приставами или вместо судебных приставов и т. д.), в том числе для разгрузки других подразделений в подразделения участковых уполномоченных полиции передаются для рассмотрения материалы, не относящиеся к предмету деятельности полиции общественной безопасности, в связи с чем участковые уполномоченные полиции в шутку называют себя «универсальными солдатами».
Большое количество заявлений и сообщений не позволяют участковому проводить профилактические мероприятия среди населения, а это влечёт за собой рост преступности.

## В культуре

Памятник участковому милиционеру в Пензе

### Кинематограф
Известный положительный образ советского участкового был создан актёрами: Михаилом Жаровым, сыгравшим «милиционера Фёдора Ивановича Анискина в фильмах Деревенский детектив» (1968), «Анискин и Фантомас» (1974) и «И снова Анискин» (1978); и Валерием Золотухиным, сыгравшим участкового милиционера Серёжкина в фильмах «Хозяин тайги» (1968), «Пропажа свидетеля» (1971).
Современный положительный образ участкового милиционера был создан актёром Сергеем Безруковым в телесериале «Участок» (2003), а также актёрами Игорем Ознобихиным в сериале «Реальные пацаны» (2011) и Денисом Рожковым в сериале «Чужой район» и «Чужой район 2» (2011-2012).
Современный положительный образ женщины-участкового был создан актрисами Марией Звонарёвой в телесериале «Участковая» (2009) и Светланой Антоновой в телесериале «Беспокойный участок» (2014).

### Памятники
В Пензе существует единственный в России памятник участковому милиционеру, прототипом которого стал городской участковый 1950 — 1960-х годов, капитан милиции Г. А. Шелков.